# Хризант Јерусалимски
Патријарх Хрисант Нотар ( грч. Πατριαρχης Χρυσανθος Νοταρας; 1655/1660, Ахаја - 7. фебруар 1731, Јерусалим)   епископ Јерусалимска патријаршије, патријарх свете цркве Јерусалима и све Палестине, научник, истакнута личност грчког просветитељства 18. века. Нећак јерусалимског патријарха Доситеја (Нотара).

## Биографија
Тачан датум његовог рођења није утврђен, али је, судећи по документима, рођен у Ахаји (данас Егзохи, округ Ахаја, Грчка) између 1655-1660.
Са око 15 година преселио се у Цариград, где је био под старатељством свог стрица, јерусалимског патријарха Доситеја. После неког времена примио је монашки постриг и 1680. године рукоположен у чин јерођакона.
Око 1680-1681 учио је код чувеног грчког дидаскала Севаста Киминитиса на Патријаршијској академији у Цариграду. Отприлике у исто време Хрисант је постао архимандрит цркве Светога Гроба у Цариграду, односно настојатељ Цариградског подворја Јерусалимске патријаршије и помоћник патријарха Доситеја.
Извршавајући наређења свог стрица, путовао је у дунавске кнежевине и у Русију. Посетио Москву 1692-1694 и 1701.
Показао је интересовање и за теологију и за природне науке, прикупљајући књиге за библиотеку Светога Гроба, радећи на радовима из астрономије, географије, геометрије и других наука.
Године 1697. уписао је Филозофски факултет Универзитета у Падови, где је, поред филозофије и теологије, студирао теоријску и практичну медицину, математику, астрономију и физику. Годину дана касније почео је да студира на Правном факултету.
Године 1700. долази у Париз да проучава астрономију и види најновија научна и технолошка достигнућа у овој области, укључујући и телескоп. Разговарао је у Паризу са оснивачем и директором Париске опсерваторије Ђованијем Домеником Касинијем.
6. априла 1702. године, у храму Васкрсења Христовог у Јерусалиму, посвећен је за епископа кесаријског и уздигнут у чин митрополита. Дана 19. фебруара 1707. године, дан после упокојења патријарха Доситеја, митрополит Хрисант је постављен на јерусалимски патријаршијски трон.
Већ као патријарх, Хрисант је значајан део свог времена провео у Молдавији и Влашкој, управљајући тамошњом имовином Јерусалимске патријаршије која је доносила значајан део прихода Јерусалимске православне цркве. Дуго је живео у Букурешту, користећи наклоност Константина Бранковеануа. Активно је радио на стварању школа у разним деловима грчког света, грчком штампарству ван граница Османске Турске и дистрибуцији књига, борби за Света места, пословима своје патријаршије и научној делатности.
Године 1712. староверци су се обратили јерусалимском патријарху Хрисанту са молбом да им за епископа постави Игњатија, свештеника из Ветке. Исте године са сличним захтевом су му се обратили и донски козаци, староверци који су се преселили у Турску под вођством свог атамана Игната Некрасова. Патријарх је обећао да ће и Ветка и Дона добити епископа. Али у то се умешао руски посланик у Цариграду, „претећи“ патријарху негодовањем цара Петра, и Хрисант је морао да одустане од своје намере.
До своје смрти 7. фебруара 1731. године активно је радио на својим делима из историје Цркве, теологије, астрономије, геометрије и географије.